# Sea Life
Sea Life es una cadena internacional de acuarios temáticos dedicados a la vida marina. Hasta abril de 2017, la cadena contaba con 53 atracciones en todo el mundo, incluyendo centros Sea Life independientes, mini atracciones dentro de parques temáticos y paseos submarinos en complejos Legoland. La cadena es propiedad de la empresa británica Merlin Entertainments.

## Historia
Algunos de los acuarios que ahora se llaman Sea Life son anteriores a este cambio de marca y existían bajo diferentes denominaciones antes de su consolidación. La atracción original que recibió el nombre fue Sea Life Centre en Oban, Escocia, que se inauguró en 1979. En 1992 se abrieron otras nueve unidades Sea Life.

## Ubicaciones

### Asia
- Sea Life Bangkok, Tailandia
- Sea Life Busan, Corea del Sur
- Sea Life Nagoya, Japón
- Sea Life Malaysia, Malasia
- Sea Life Shanghai, China
- Sea Life Sichuan, China (apertura prevista en 2024 para 2021)[2]

En noviembre de 2015, Merlin Entertainments anunció que durante los próximos 10 años invertiría 50 millones de libras esterlinas en la India, parte de las cuales se utilizarán para abrir centros Sea Life. En enero de 2017, la filial india de Merlin Entertainments declaró que estaba en conversaciones con empresas inmobiliarias para abrir centros Sea Life en varias ciudades de la India.

### Europa

#### Alemania
- Sea Life Berlin, Berlín
- Sea Life Hanover, Hannover
- Sea Life Konstanz, Constanza
- Sea Life Munich, Múnich

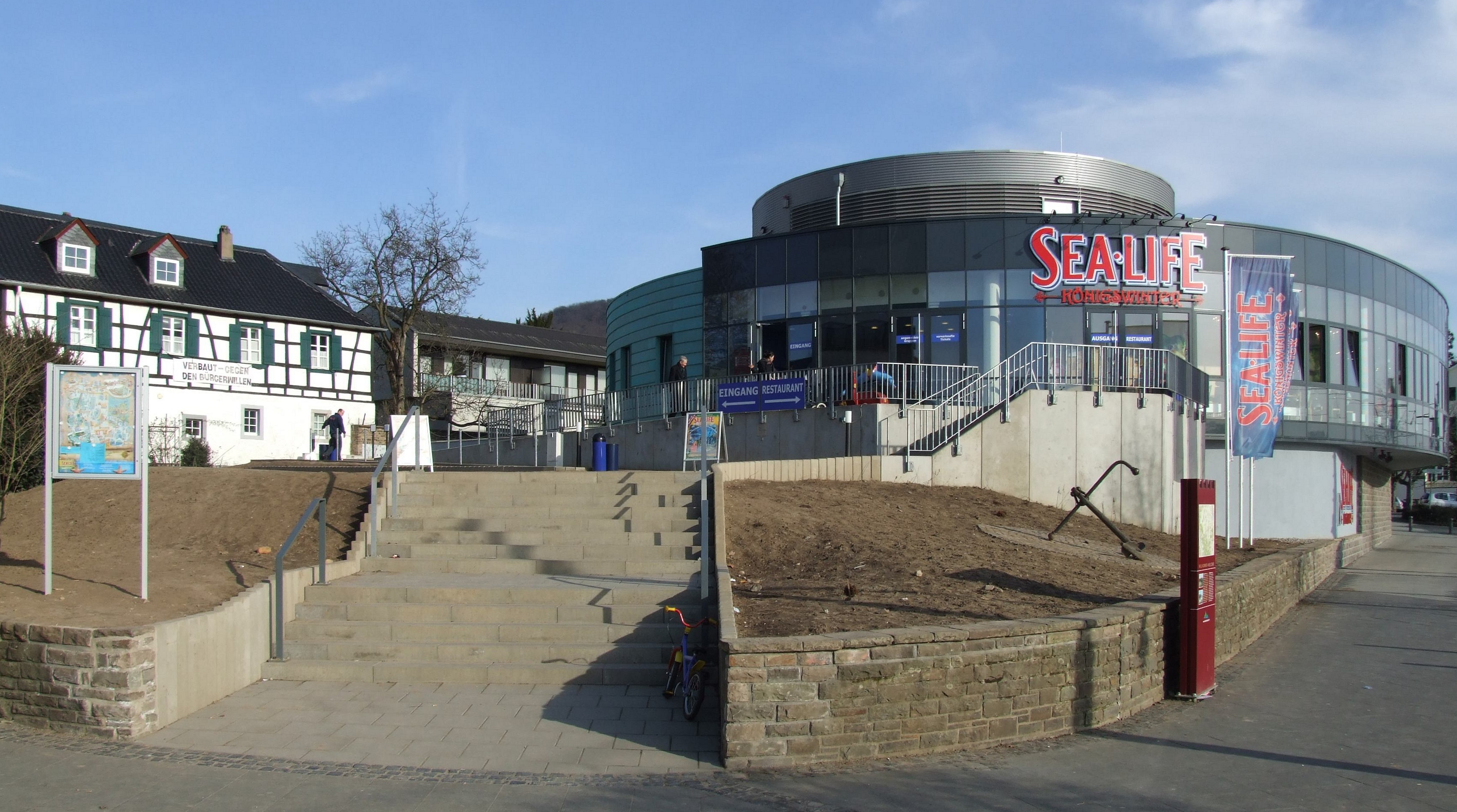
Sea Life en Königswinter, Germany

- Sea Life Oberhausen, Oberhausen. Este es el Sea Life más grande de Alemania. Aquí vivió Paul, el pulpo, un pulpo oráculo que predijo correctamente los resultados de la selección nacional de fútbol de Alemania en la Copa del Mundo de 2010,[5] hasta su muerte en octubre de 2010.
- Sea Life Speyer, Espira
- Sea Life Timmendorfer Strand, Timmendorfer Strand

#### Reino Unido

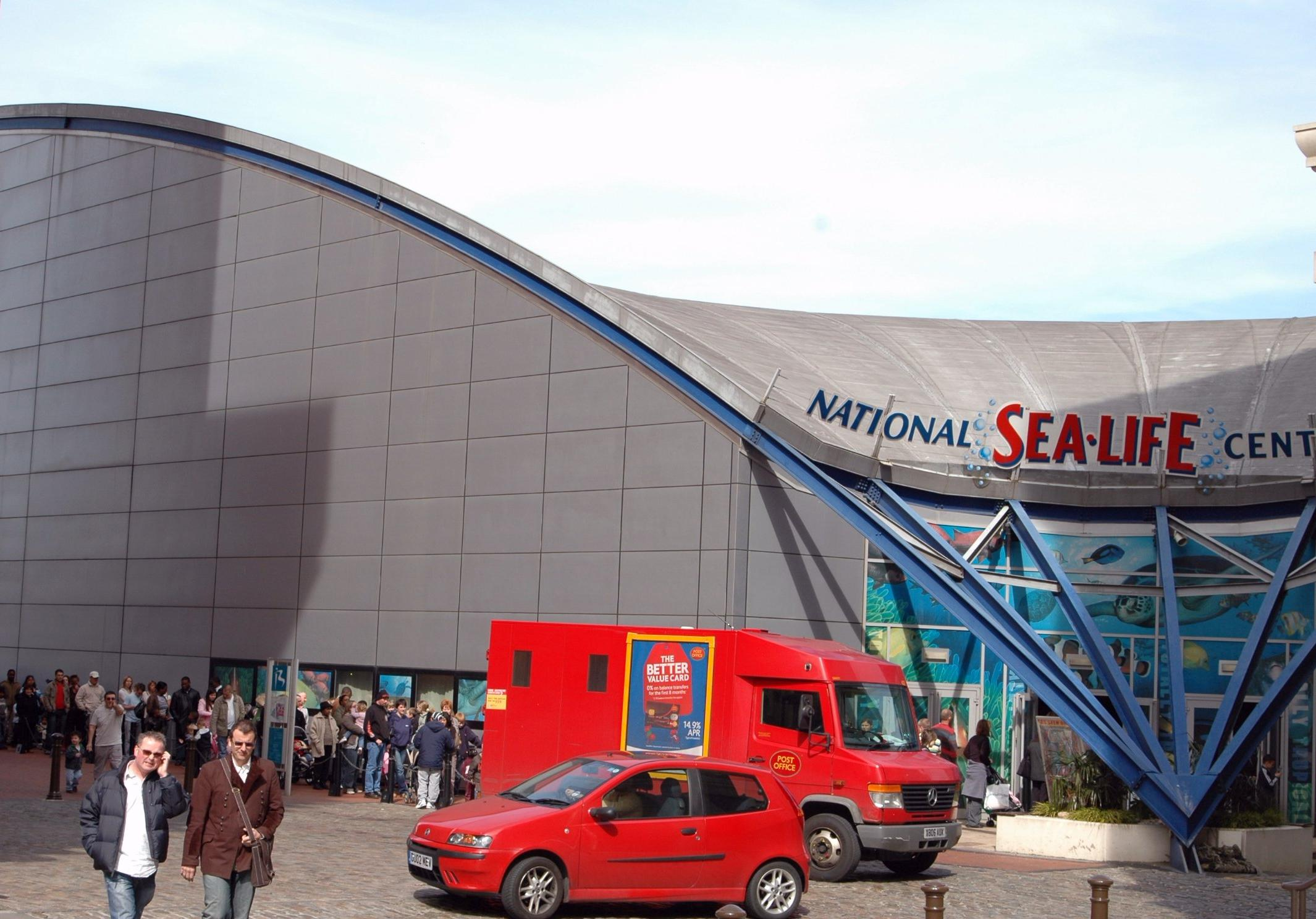
National Sea Life Centre en Birmingham

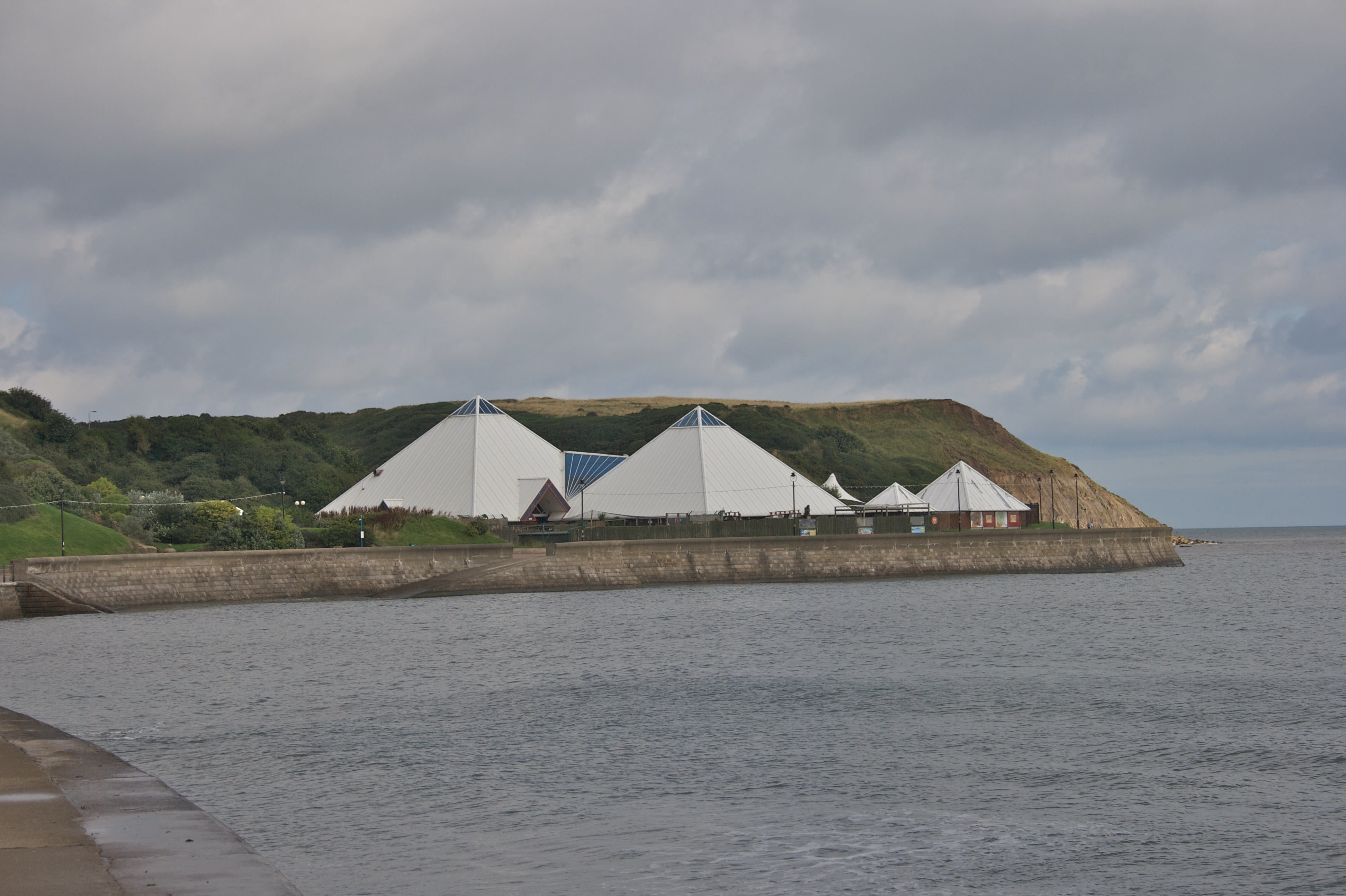
Sea Life Centre de Scarborough

- Alton Towers Resort, Staffordshire, Inglaterra - Sharkbait Reef by Sea Life
- Chessington World of Adventures, Inglaterra - Chessington Sea Life Centre
- Cornish Seal Sanctuary, Gweek, Inglaterra
- Legoland Windsor Resort, Inglaterra - Atlantis Submarine Voyage
- National Sea Life Centre, Birmingham, Inglaterra
- Sea Life Blackpool, Blackpool, Inglaterra
- Sea Life Brighton, Brighton, Inglaterra
- Sea Life Great Yarmouth, Great Yarmouth, Inglaterra
- Sea Life Hunstanton, Hunstanton, Inglaterra
- Sea Life Loch Lomond, Lago Lomond, Escocia
- Sea Life London Aquarium, Londres, Inglaterra
- Sea Life Manchester, Mánchester, Inglaterra
- Sea Life Scarborough, Scarborough, Inglaterra
- Sea Life Weymouth, Weymouth, Inglaterra

#### Otros
- Gardaland, Italia
- Legoland Billund, Billund, Dinamarca
- Sea Life Benalmádena, Benalmádena, España
- Sea Life Blankenberge, Blankenberge, Bélgica
- Sea Life Helsinki, Helsinki, Finlandia
- Sea Life Istanbul, Estambul, Turquía
- Sea Life Paris, París, Francia
- Sea Life Oporto, Oporto, Portugal
- Sea Life Scheveningen, La Haya, Países Bajos

#### Ubicaciones anteriores
- Cuxhaven
- Hastings, Inglaterra - Sea Life Hastings - vendido y ahora pertenece a Blue Reef Aquarium chain
- Jesolo Sea Life
- Oban, Escocia - Scottish Sea Life Sanctuary - cerrado en octubre de 2018[6]
- St. Andrews, Escocia - cerrado y ahora opera como St. Andrews Aquarium
- Königswinter, Alemania - cerrado en diciembre de 2022
- Weston-super-Mare, Reino Unido - vendido a SeaQuarium Ltd que la operó hasta su cierre 2019
- Bray, County Wicklow, Irlanda - cerrado en diciembre de 2023[7]
- Manly, Australia - Manly Sea Life Sanctuary - cerrado en eneero de 2018

### América del Norte

#### Estados Unidos
- Sea Life Legoland California
- Sea Life Arizona
- Sea Life at Mall of America
- Sea Life Caverns at Marine Life
- Sea Life Charlotte-Concord
- Sea Life Grapevine
- Sea Life Kansas City
- Sea Life Michigan
- Sea Life New Jersey
- Sea Life Orlando
- Sea Life San Antonio

### Oceanía
- Kelly Tarlton's Sea Life Aquarium, Auckland, Nueva Zelanda[8]
- Sea Life Melbourne, Australia[9]
- Sea Life Sunshine Coast, Australia[9]
- Sea Life Sydney, Australia[10]

## Controversias
Los centros Sea Life han sido criticados por su calidad del bienestar animal, y la Marine Conservation Society ha calificado de "preocupante" la tasa de mortalidad anual del 30 %. La organización benéfica Freedom for Animals ha criticado a Sea Life por sus afirmaciones de conservación y también por la presencia de ballenas beluga en las atracciones.